# واين سوبرز
واين سوبرز (بالإنجليزية: Wayne Sobers)‏ هو لاعب كرة قدم باربادوسي في مركز الدفاع، ولد في 16 أغسطس 1969 في باربادوس. شارك مع منتخب باربادوس لكرة القدم. أما مع النوادي، فقد لعب مع Notre Dame SC ‏.

## وصلات خارجية
- واين سوبرز على موقع الاتحاد الدولي (مؤرشف)  (الإنجليزية)
- واين سوبرز على موقع قاعدة بيانات كرة القدم.إي يو (الإنجليزية)
- واين سوبرز على موقع ناشيونال فوتبول تيمز (الإنجليزية)